# Gemma Taccogna
Gemma Fane Taccogna (1923-2007) era una artista italo-estadunidense y mexicana conocida como Gemma. Fue innovadora en el diseño y la técnica de productos de papel-maché. Después de su muerte, sus productos se convirtieron en objetos de colección.

## Biografía
Gemma Taccogna nació el 9 de mayo de 1923 en Santeramo, hija de Giuseppe Taccogna y María Putingnano. Llegó con su familia a temprana edad a Nueva York. Se independizó en 1937, a los catorce años, cuando inició una exitosa carrera como artista. Se casó en 1952 en Estados Unidos con el médico mexicano Juan del Río Huidobro con el que tuvo tres hijos. En 1954 la familia se mudó a México. A principios de los años sesenta se casó con el artista estadunidense Fred Sexton (1907-1991). En 1966 la familia se mudó a Palos Verdes, California. Taccogna se divorció de Sexton en 1968 por abuso. Se casó con Benjamin Bela Roth (1918-1991). Obtuvo la nacionalidad de Estados Unidos en 1979. Murió el 8 de mayo de 2007 en Redondo Beach, California.

## Carrera

### Nueva York 1937-1954
Salió de casa a los 14 años de edad y se ganó la vida diseñando decoraciones y carteles para tiendas. Tomó clases de arte en la Cooper Union. Como artista fue apoyado por el Works Progress Administration. En los años cuarenta trabajó como fotógrafo. Compartió el estudio de arte de Charlie Neubauer. Allí empezó su Centro de Artes para impartir clases. Su nombre de artista era Gemma.
Mr. John, diseñador de sombreros quien tenía una tienda en Fifth Avenue, usaba sus muñecas de papel maché para exhibir sus sombreros en su vitrina. Otras tiendas, entre ellas de Nina Ricci, le pidieron decorar sus vitrinas. 

### México 1954-1966
Cuando llegó a México en 1954, Gemma ya era una artista conocida en Nueva York. En México, estableció un estudio para fabricar sus diseños de papel maché. Su trabajo fue incluido en el libro Mexican Interiors, con fotos de Bob Schalkwijk. El estudio llamado Artes Gemma llegó a tener hasta 60 trabajadores. Peggy Guggenheim coleccionó arte de Gemma y lo exhibió en su museo en Venecia. El éxito de Gemma significó un impulso de popularidad para la industria del papel maché en México.

### California 1966-2007
Cuando Taccogna confrontó a Sexton por abuso, éste huyó a México. Sexton, quien había estado involucrado en casos anteriores de abuso vinculados a su amigo George Hodel, se apropió de la fortuna de la pareja en México y dejó a Taccogna con problemas financieros. Taccogna se mudó a un appartamento en Torrance y continuó dando clases de arte hasta poco antes de su muerte en 2007.

## Obras

### Exposiciones temporales
Obras de Taccogna fueron exhibidas en exposiciones temporales en:
- Museo Guggenheim de Venecia
- Museo del Palacio de Bellas Artes
- Galería Antonio Souza

### Libros
- Tile decorating with Gemma, sobre decoración con azulejos.[9]

- Datos: Q117834422

1. ↑  «Gemma Taccogna - Biography». www.askart.com. Consultado el 15 de octubre de 2022.
2. ↑  «Gemma taccogna». Etsy. Consultado el 16 de octubre de 2022.
3. ↑  Dana Pérez (7 de octubre de 2014). «Gemma Taccogna». Mid2Mod. Consultado el 16 de octubre de 2022.
4. ↑  Hodel, Steve (29 de septiembre de 2019). «Gemma Taccogna: A Fred Sexton Survivor and Artist Extraordinaire». Steve Hodel (en inglés estadounidense). Consultado el 15 de octubre de 2022.
5. ↑  Tubb, Jo (6 de junio de 1978). «Artist describes her work as giving thanks to life». Beaver Country (PA) Times.
6. ↑  «Papier Mache - Articles - Gemma Taccogna». www.papiermache.co.uk. Consultado el 15 de octubre de 2022.
7. ↑  Shipway, Verna Cook; Shipway, Warren (1962). Mexican interiors. Architectural Book Pub. Co. p. 228-235. ISBN 978-0-8038-0159-2. Consultado el 16 de octubre de 2022.
8. ↑  Ojeda, Paco (19 de julio de 2019). «Paper Mache in Mexico». Paco Ojeda (en inglés). Consultado el 16 de octubre de 2022.
9. ↑  Taccogna, Gemma; Meilach, Mel (1978). Tile decorating with Gemma. Crown Publishers. ISBN 0-517-52950-5. OCLC 3893075. Consultado el 15 de octubre de 2022.